# Polydorella smurovi
Polydorella smurovi är en ringmaskart som beskrevs av Alexander B. Tzetlin och Britaev 1985. Polydorella smurovi ingår i släktet Polydorella och familjen Spionidae. Inga underarter finns listade i Catalogue of Life.